# Mesa de Cázarez
Mesa de Cázarez är en ort i Mexiko.   Den ligger i kommunen Taretan och delstaten Michoacán de Ocampo, i den södra delen av landet, 290 km väster om huvudstaden Mexico City. Mesa de Cázarez ligger 1 559 meter över havet och antalet invånare är 456.
Terrängen runt Mesa de Cázarez är lite bergig. Runt Mesa de Cázarez är det ganska tätbefolkat, med 78 invånare per kvadratkilometer. Närmaste större samhälle är Taretán, 8,3 km sydväst om Mesa de Cázarez. I omgivningarna runt Mesa de Cázarez växer huvudsakligen savannskog.